# Michael Duek
Michael Duek (* 1999 in Buenos Aires) ist ein professioneller argentinisch-amerikanischer Pokerspieler.

## Persönliches
Duek zog nach seiner Geburt in Buenos Aires mit seinen Eltern in die Vereinigten Staaten nach Fort Lauderdale, wo er seitdem lebt.

## Pokerkarriere
Seine ersten Geldplatzierungen bei Live-Pokerturnieren erzielte Duek ab August 2017 in Hollywood im US-Bundesstaat Florida, in dem er mit 18 Jahren schon legal spielen konnte. Im Juni 2022 war er erstmals bei der World Series of Poker (WSOP) im Bally’s Las Vegas und Paris Las Vegas in Paradise am Las Vegas Strip erfolgreich. Der Argentinier erzielte bei der Turnierserie fünf Geldplatzierungen in den Varianten No Limit Hold’em und Pot Limit Omaha. Bei der Pot-Limit Omaha Championship belegte er den mit rund 550.000 US-Dollar dotierten dritten Rang. Im Main Event erreichte Duek mit dem siebtgrößten Chipstack den Finaltisch, der ab 15. Juli 2022 gespielt wurde. Dort wurde er ebenfalls Dritter und sicherte sich sein bislang höchstes Preisgeld von 4 Millionen US-Dollar. Anfang August 2022 beendete der Argentinier das High Roller der Seminole Hard Rock Poker Open in Hollywood auf dem zweiten Platz und erhielt knapp 300.000 US-Dollar. Im Hotel Bellagio am Las Vegas Strip entschied er Mitte Oktober 2022 ein Event des Five Diamond World Poker Classic in Pot Limit Omaha für sich, gewann damit sein erstes Live-Turnier überhaupt und sicherte sich eine Auszahlung von mehr als 100.000 US-Dollar.
Insgesamt hat sich Duek mit Poker bei Live-Turnieren mehr als 5,5 Millionen US-Dollar erspielt und ist damit nach Iván Lucá und Nacho Barbero der dritterfolgreichste argentinische Pokerspieler.